# Todirostrum nigriceps
Todirostrum nigriceps là một loài chim trong họ Tyrannidae.